# 谷和明
谷 和明（たに かずあき、1949年8月 - ）は、日本の教育学者。専門は社会教育学、社会文化論。
東京外国語大学名誉教授。

## 学歴
1972年、早稲田大学政治経済学部卒業、1980年、早稲田大学大学院文学研究科哲学専攻修士課程修了。

## 職歴
1972年、東京都教育庁主事、1991年、東京外国語大学留学生教材開発センター講師、以後、留学生日本語教育センター助教授（組織改変に伴う所属変更）を経て、教授。2015年、東京外国語大学を定年退職、名誉教授。

## 著書
- 「『市民文化』から社会文化へ」『教育』（国土社）　No.662. 2001年　pp.27-33.
- 『世界の社会教育施設と公民館−草の根の参加と学び』（小林文人･佐藤一子編著　エイデル研究所 2001年）執筆分担「ドイツの社会文化センター」　pp.95-111.
- 『留学生の発達援助　不適応の実態と対応』多賀出版　1997年　（共著）

| スタブアイコン | サブスタブ | この項目は、まだ閲覧者の調べものの参照としては役立たない、人物に関連した書きかけの項目です。この項目を加筆・訂正などしてくださる協力者を求めています（P:人物伝/PJ:人物伝）。 |